# دينا ديتريش
دينا ديتريش (4 ديسمبر 1928 - 21 نوفمبر 2020)، هي ممثلة أمريكية. ولدت في بيتسبرغ (بنسيلفانيا)، وربما اشتهرت بتصويرها للطبيعة الأم في إعلانات المارجرين من الشيفون التي مدتها 30 ثانية من عام 1971 إلى 1979.
توفيت ديتريش لأسباب طبيعية في 21 نوفمبر 2020، في مرفق للرعاية الصحية في لوس أنجلوس، قبل أسبوعين من بلوغها 92 عامًا.

## روابط خارجية
دينا ديتريش على موقع IMDb (الإنجليزية)
- دينا ديتريش على موقع روتن توميتوز (الإنجليزية)
- دينا ديتريش على موقع ألو سيني (الفرنسية)
- دينا ديتريش على موقع أول موفي (الإنجليزية)
- دينا ديتريش على موقع قاعدة بيانات برودواي على الإنترنت (الإنجليزية)
- دينا ديتريش على موقع قاعدة بيانات الفيلم (الإنجليزية)
- دينا ديتريش على موقع كينوبويسك (الروسية)